# Alex Holzwarth
Alex Holzwarth (* 4. října 1968, Landshut, Německo) je německý hudebník hrající na bicí nástroje. Svojí profesionálnější hudební kariéru začal v kapele Sieges Even, kde působil se svým bratrem Oliverem Holzwarthem. Velkou část své kariéry, celkem šestnáct let, strávil v powermetalové skupině Rhapsody of Fire. Z té odešel v roce 2016, jelikož se chtěl věnovat jiným projektům, na které neměl kvůli Rhapsody of Fire čas. Mezi ně patří skupiny Abracadabra, Serious Black či Turilli/Lione Rhapsody.